# Starzach
Starzach är en kommun (tyska Gemeinde) i Landkreis Tübingen i delstaten Baden-Württemberg i Tyskland. Kommunen består av ortsdelarna (tyska Ortsteile) Bierlingen, Börstingen, Felldorf, Sulzau och Wachendorf. Folkmängden uppgår till cirka 4 400 invånare, på en yta av 27,84 kvadratkilometer.
Kommunen ingår i kommunalförbundet Rottenburg am Neckar tillsammans med staden Rottenburg am Neckar kommunerna Hirrlingen och Neustetten.

## Befolkningsutveckling
| Befolkningsutvecklingen i Starzach 1975–2015 | Befolkningsutvecklingen i Starzach 1975–2015 | Befolkningsutvecklingen i Starzach 1975–2015 | Befolkningsutvecklingen i Starzach 1975–2015 | Befolkningsutvecklingen i Starzach 1975–2015 |
| -------------------------------------------- | -------------------------------------------- | -------------------------------------------- | -------------------------------------------- | -------------------------------------------- |
|                                              |                                              |                                              |                                              |                                              |
| År                                           |                                              |                                              | Folkmängd                                    | Areal (ha)                                   |
| 1975                                         | 1975                                         |                                              | 2 952                                        | 2 781                                        |
| 1980                                         | 1980                                         |                                              | 2 958                                        |                                              |
| 1985                                         | 1985                                         |                                              | 2 938                                        |                                              |
| 1990                                         | 1990                                         |                                              | 3 696                                        | 2 782                                        |
| 1995                                         | 1995                                         |                                              | 3 781                                        |                                              |
| 2000                                         | 2000                                         |                                              | 4 014                                        |                                              |
| 2005                                         | 2005                                         |                                              | 4 465                                        |                                              |
| 2010                                         | 2010                                         |                                              | 4 439                                        |                                              |
| 2015                                         | 2015                                         |                                              | 4 275                                        |                                              |
|                                              |                                              |                                              |                                              |                                              |